# Sony Xperia S

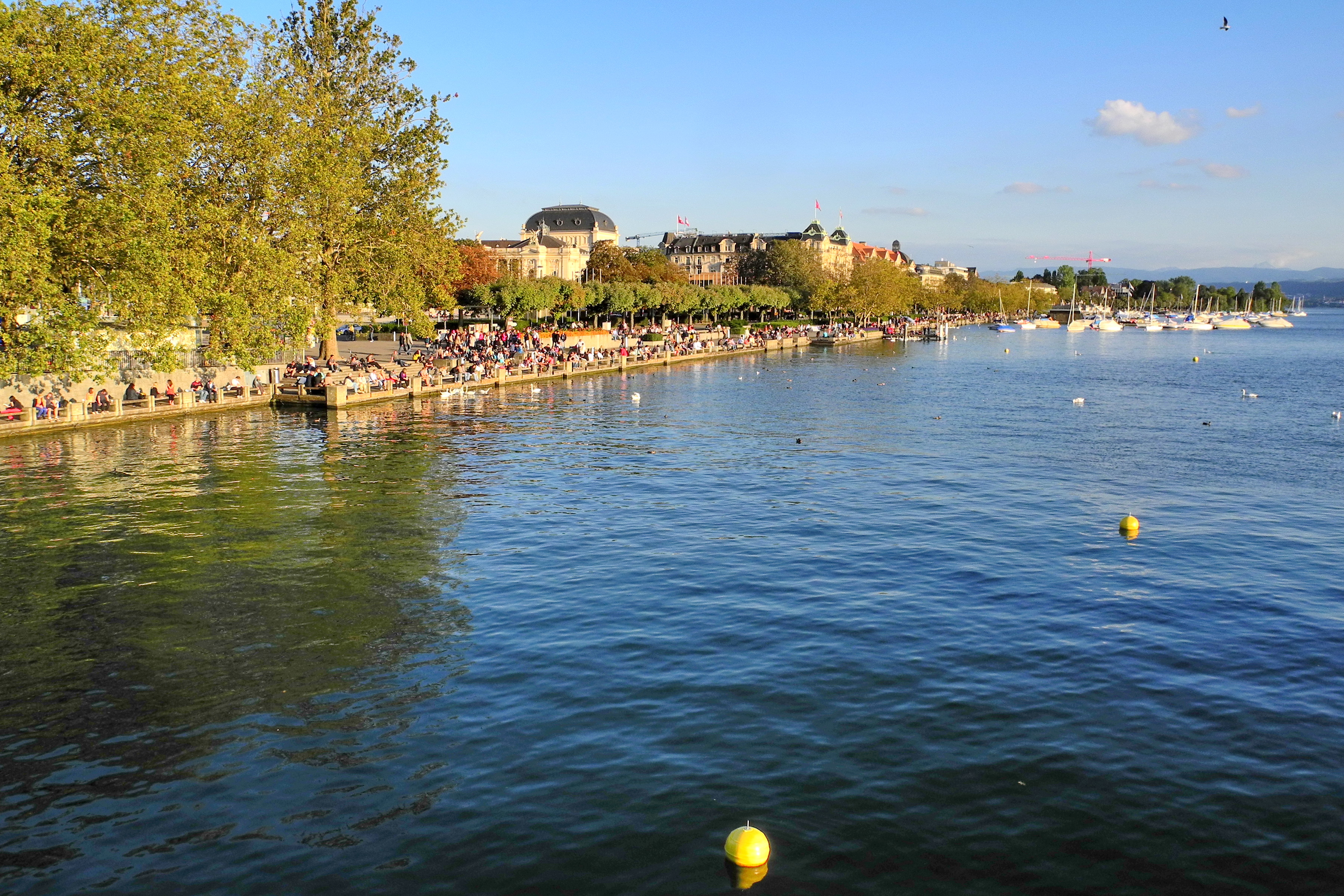
Снимки с камеры телефона
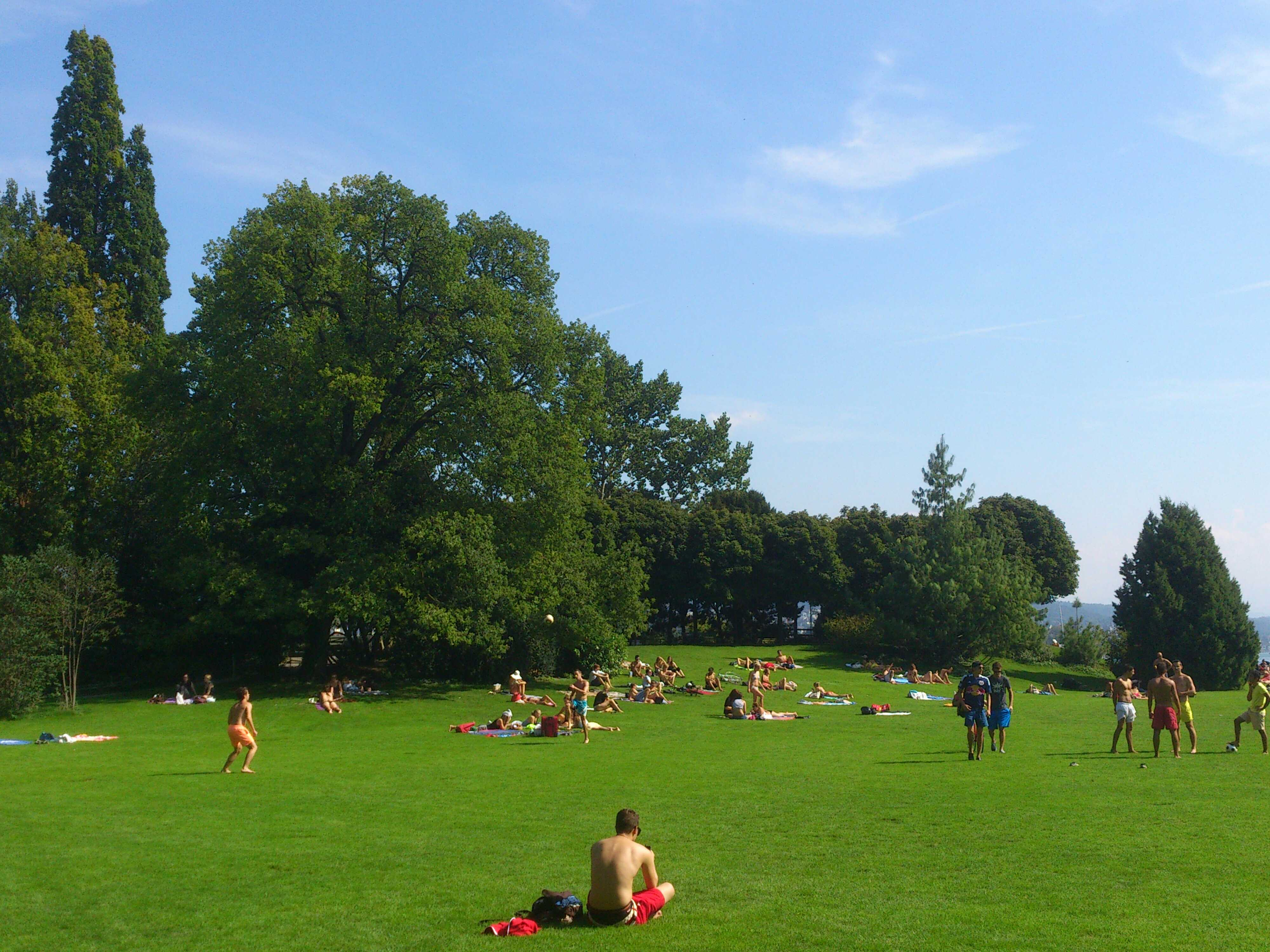

Sony Xperia S — смартфон фирмы Sony на платформе Google Android в корпусе типа «моноблок», анонс которого состоялся 10 января 2012 года в Лас-Вегасе на CES 2012 . Это первый смартфон от Sony после того, как Sony завершила приобретение доли Ericsson в компании Sony Ericsson в феврале 2012 года. Xperia S имеет 4,3" сенсорный экран с мобильной технологией BRAVIA ENGINE, которая оптимизирует изображение, 1,5 ГГц двухъядерный процессор, 12,1-мегапиксельную основную и 1.3-мегапиксельную фронтальную камеру, HDMI-выход, 1 ГБ оперативной памяти и 32 ГБ внутренней памяти. Компания Sony официально заявила, что в конце мая 2013 года для Sony Xperia S будет выпущено обновление Android 4.1 Jelly Bean. Причиной задержки обновления является то, что компании требуется время для выпуска прошивки без багов, которые имеются на других устройствах после обновления до Android 4.1 Jelly Bean. 31 мая 2013 года началось распространение последней прошивки, одновременно с моделями SL и Acro S. 
26 августа 2013 года,было выпущено обновление до версии 6.2.B.1.96,где были исправлены лаги записи видео в 1080р,баги Wi-Fi,и многие другие ошибки которые наблюдались у пользователей с момента последнего обновления смартфона.
В смартфоне используется аккумулятор нового поколения Li-Ion. Заявлено, что одной 10 минутной зарядки хватит на целый час разговора, а получасовой зарядки будет достаточно для дня работы. 

## Доступность
Аппарат был запущен в Великобритании в марте.
Sony Xperia S был выпущен в Индии 10 апреля 2012 года с ценником 32 549 INR (приблизительно $ 620). Цена в России на момент выхода 24999 рублей. На 1 Мая 2013 года, средняя цена составляет 15 062 рублей, где минимальная цена держится на уровне 10 000 рублей (по данным Яндекс Маркета).

## Аппаратные средства
Емкостный сенсорный дисплей 4,3 дюйма с разрешением 1280 х 720 и плотностью точек - 342 точки на дюйм, как и экраны Sony Ericsson Xperia acro HD, Sony Xperia acro S и HTC Rezound имеет самую высокую плотность пикселей в смартфонах на данный момент. Экран HD Reality Display поддерживает мультитач, технологию Mobile BRAVIA Engine от Sony и способен отображать до 16777216 цветов. Сенсор основной камеры в 12 мегапикселей с технологией Exmor R для улучшения качества съёмки в условиях низкой освещённости способен записывать видео в разрешении 1080p FullHD, в аппарате присутствует также фронтальная камера на 1,3 мегапикселя, способная записывать видео в формате 720p. Устройство оснащено 1,5 ГГц двухъядерным процессором, 1 ГБ оперативной памяти (700 МБ доступно системе и конечному пользователю, 300 МБ выделено под видеоускоритель Adreno 220), 32 ГБ встроенной памяти, а также micro-USB разъёмом и портом HDMI для просмотра фотографий и видео с устройства на экране телевизора. Есть также поддержка NFC- меток, которые могут быть использованы с Xperia SmartTags. Из-за низкой стоимости NFC становится всё более распространённой в использовании, при поддержке соответствующими приложениями из Google Play.

## Программное обеспечение
Xperia S изначально выпускался с Android 2.3 Gingerbread, но получил обновление до Android 4.0.4 Ice Cream Sandwich начиная с 21 июня 2012 года. С 29 мая 2013 года началось обновление до Android 4.1.2 Jelly Bean. Которое в свою очередь имело серьёзные ошибки и в настоящее время они исправлены.Особенно это касалось видеосъёмки, качество которой значительно было снижено. Смартфон сертифицирован PlayStation, что позволяет играть в игры PlayStation, подключаться к сети Sony Entertainment Network и получать доступ к сервису Music & Video Unlimited. Xperia S также сертифицирован DLNA.

## Дизайн
Более 90% передней поверхности Xperia S занимает дисплей. Задняя часть аппарата слегка изогнута для комфорта. Антенна встроена под прозрачной полоской, которая пересекает устройство под основанием экрана. Полоска имеет подсветку. Полоска может сообщать о наличии каких-либо непросмотренных событий при том условии, что стоит приложение Illumination Bar Notification.

## Конкуренция и критика
При запуске Xperia S получил высокую оценку за функциональность, оригинальный дизайн, высокое разрешение дисплея, камеру и эффективное распознавание голоса, но был подвергнут критике за устаревшее программное обеспечение и отсутствие сменных накопителей и аккумуляторов. Однако, аккумулятор возможно заменить вручную, разобрав телефон по частям, или же обратившись в сервисный центр Sony. Хотя, как сообщает Sony, данная батарея высокого качества прослужит верой и правдой 3 года или более.
Среди Android смартфонов, Xperia S конкурирует с Galaxy Nexus, HTC One X, LG Optimus 4X HD и Samsung Galaxy S III. Июньское обновление Android было принято и новая версия была усовершенствованной.
Наташа Ломас из CNET UK предпочла камеру Xperia S вместо камеры iPhone 4S из-за её чёткости, многообразия цветов, экспозиции, фокусировки и снижения уровня шума, но и для Базиля Кронфли из recombu, Xperia S чуть не была наравне с HTC One X за лучшую камеру, кнопки и высокое качество изображения. Он даже сравнил Xperia S с iPhone 4S и Nokia N8. Хотя, по мнению многих пользователей интернета, камера с Android 2.3 Gingerbread на борту делала гораздо более чёткие снимки, нежели при Android 4.0 Ice Cream Sandwich.